# Всё сначала… (альбом Ирины Аллегровой)
| Оценки критиков | Оценки критиков |
| Источник        | Оценка          |
| --------------- | --------------- |
| InterMedia      | без оценки      |

«Всё сначала…» — восьмой студийный альбом российской певицы Ирины Аллегровой, выпущенный в 2001 году.

## Об альбоме
В отличие от предыдущих альбомов, на этом присутствуют песни от разных авторов. Также на пластинке можно встретить два дуэта: с дочерью Лалой — песня «Мама» и с Игорем Николаевым — песня «Старый знакомый». На альбом певица включила две кавер-версии: песни «Смятение» Давида Тухманова и «Нежность» Александры Пахмутовой.
На песни «Без вины виновата я» и «Всё нормально» были сняты видеоклипы, режиссёр — Ирина Миронова.
В финале передачи «Песня года 2001» певица представила две песни — «Мама» (сольную версию) и «Аккордеон», также в отборочном туре Ирина Александровна исполняла песню «Без вины виновата».

## Список композиций
| №   | Название                                     | Текст песни                            | Музыка               | Длительность |
| --- | -------------------------------------------- | -------------------------------------- | -------------------- | ------------ |
| 1.  | «Без вины виновата я»                        | Александр Шевченко                     | Александр Шевченко   | 3:08         |
| 2.  | «Аккордеон»                                  | Сергей Соколкин                        | Аркадий Укупник      | 3:49         |
| 3.  | «Всё нормально»                              | Александр Лукьянов                     | Александр Лукьянов   | 3:56         |
| 4.  | «Александрит от Александра»                  | Евгений Муравьев Людмила Фомина        | Аркадий Укупник      | 3:43         |
| 5.  | «Нечаянная радость»                          | Михаил Балакирев                       | Михаил Балакирев     | 5:06         |
| 6.  | «Смятение»                                   | Анна Ахматова                          | Давид Тухманов       | 3:25         |
| 7.  | «Нежность»                                   | Николай Добронравов Сергей Гребенников | Александра Пахмутова | 3:06         |
| 8.  | «Холодно»                                    | Регина Лисиц                           | Игорь Азаров         | 3:26         |
| 9.  | «Треснувший диск»                            | Симон Осиашвили                        | Евгений Кобылянский  | 4:19         |
| 10. | «Дикая волчица»                              | Александр Вулых                        | Олег Сорокин         | 5:10         |
| 11. | «Канарейка»                                  | Регина Лисиц                           | Игорь Азаров         | 2:57         |
| 12. | «Обалденные глаза»                           | Сергей Соколкин                        | Александр Лукьянов   | 3:18         |
| 13. | «Старый знакомый» (дуэт с Игорем Николаевым) | Игорь Николаев                         | Игорь Николаев       | 4:16         |
| 14. | «Мама» (дуэт с Лалой Аллегровой)             | Юрий Гарин                             | Алексей Гарнизов     | 5:10         |
| 15. | «Всё сначала…»                               | Юлия Старостина                        | Юлия Донская         | 5:21         |
| 16. | «Странник» (Новая Версия)                    | Игорь Николаев                         | Игорь Николаев       | 3:27         |

| №  | Название                    | Текст песни       | Музыка           | Длительность |
| -- | --------------------------- | ----------------- | ---------------- | ------------ |
| 1. | «Океан любви»               | Юрий Гарин        | Алексей Гарнизов | 4:44         |
| 2. | «Младший лейтенант» (Remix) | Игорь Николаев    | Игорь Николаев   | 3:40         |
| 3. | «Фотография 9х12» (Remix)   | Игорь Николаев    | Игорь Николаев   | 3:22         |
| 4. | «Угонщица» (Караоке)        | Лариса Рубальская | Виктор Чайка     | 4:05         |